# Piotr Biler
Piotr Cezary Biler (ur. 11 grudnia 1958 we Wrocławiu) – polski profesor nauk matematycznych. Specjalizuje się przede wszystkim w równaniach różniczkowych cząstkowych. Członek korespondent Polskiej Akademii Nauk od 2016 roku i członek rzeczywisty od 2022 roku, pracownik Instytutu Matematycznego Uniwersytetu Wrocławskiego.

## Życiorys
Absolwent UWr (kierunek: matematyka, rocznik 1981). Doktoryzował się w 1984 roku, habilitację uzyskał w 1992 pisząc rozprawę naukową zatytułowaną „Asymptotyka rozwiązań nieliniowych równań ewolucyjnych drugiego rzędu". Tytuł profesora nauk matematycznych nadano mu w 1996 roku. Członek sekcji V Centralnej Komisji ds. tytułu Naukowego i Stopni Naukowych (2007-2012 i 2017-2020). Został członkiem Prezydium PAN oraz prezesem Oddziału PAN we Wrocławiu w kadencji 2024-2026.
Wypromował 3 doktorów, w tym Grzegorza Karcha.

## Nagrody i wyróżnienia
Uhonorowany m.in.:
- Nagrodami Polskiego Towarzystwa Matematycznego (im. Kazimierza Kuratowskiego – 1988 oraz Stanisława Zaremby – 1992),
- Medalem Władysława Orlicza Wydziału Matematyki i Informatyki Uniwersytetu im. Adama Mickiewicza w Poznaniu (2013),
- Nagrodami Ministerstwa Edukacji Narodowej oraz Ministerstwa Nauki i Szkolnictwa Wyższego (czterokrotnie – 1985, 1988, 1990, 1993),
- Srebrnym Krzyżem Zasługi (1997)